# Лео Санта-Крус
Лео Санта Крус (англ. Leo Santa Cruz; нар. 10 серпня 1988, Уетамо, Мічоакан, Мексика) — мексиканський боксер-професіонал, що виступає у другій напівлегкій вазі. Чемпіон світу у чотирьох вагових категоріях: легша (IBF, 2012 — 2013),  друга легша (WBC, 2013 — 2015), напівлегка (WBA Super, 2015 — 2016 та 2017 — 2022), друга напівлегка (WBA Super, 2019 — 2020).

## Аматорська кар'єра
У Санта Круса була насичена аматорська кар'єра. Лео провів 155 поєдинків, 148 з яких виграв. У 15 років став чемпіоном світу серед кадетів.

## Професіональна кар'єра

### Легша вага
На професіональному рингу Санта Крус дебютував 2006 року у легшій ваговій категорії. Другий поєдинок звів внічию.
26 березня 2011 року нокаутував в шостому раунді бельгійця Стефана Джеймора (20-2) і завоював молодіжний титул чемпіона світу за версією WBC. 30 липня 2011 року захистив титул нокаутом проти боксера з Нікарагуа Еверет Брічено (33-6-1).
2 травня 2012 року виграв вакантний титул чемпіона світу за версією IBF в бою з південноафриканцем Юсі Малінг.
У вересні захистив титул нокаутом проти колишнього чемпіона світу пуерторіканця Еріка Мореля.
У листопаді 2012 року нокаутував мексиканця Віктора Залета і вдруге захистив титул чемпіона світу за версією IBF.
15 грудня 2012 року Лео Санта Круса переміг за очками непереможеного мексиканця Альберто Гевару (16-0).

### Друга легша вага
2013 року Санта Крус піднявся до другої легшої ваги. 4 травня 2013 року Крус нокаутував в 5-му раунді колишнього чемпіона світу Олександра Муньоса.
24 серпня 2013 переміг нокаутом Віктора Терразаса і став новим чемпіоном світу в другій легшій ваговій категорії за версією WBC.

### Напівлегка вага

#### Санта Крус проти Мареса
Бій за вакантний титул чемпіона WBA (Super) у напівлегкій вазі відбувся 29 серпня 2015 року. У ньому зійшлися непоступливі мексиканці: непереможний Лео Санта Крус та колишній чемпіон у трьох вагових категоріях Абнер Марес. Уже з стартового гонгу Марес кинувся на суперника та закидував його ударами з короткої дистанції, а Санта Крус намагався по можливості відповідати на удари агресора. Абнер багато бив по корпусу з метою вимотати суперника. Характерною особливістю цього бою була велика кількість затяжних розмінів у кінці раундів. Після екватора бою Лео зумів заволодіти невеликою, але вагомою перевагою, завдяки своїй роботі на дистанції. Активність Мареса у стартових раундах спричинила нестачу сил у кінці бою. Перемогу рішенням більшості суддів здобув Санта Крус 114-114, 117-111, 117-111. Ця перемога дозволила мексиканцю стати чемпіоном вже у третій ваговій категорії.

#### Санта Крус проти Кіко Мартінеса
28 лютого 2016 року Санта Круз вперше захистив свій пояс в напівлегкій вазі, перемігши Кіко Мартінеса (35-6, 26 КО) в п'ятому раунді технічним нокаутом в Honda Center в Анахайм, штат Каліфорнія. Мартінес двічі побував в нокдауні в 1 раунді, але суддя продовжив бій. Обидва бійця в поєднанні викинули понад 1000 ударів менше ніж за п'ять раундів. В 5 раунді Лео продовжив серію комбінацій, після чого Мартінес перестав відповідати, і суддя зупинив бій.

#### Санта Крус проти Карла Фремптона I
30 липня 2016 року Санта Крус втратив титул чемпіона світу за версією WBA Super в бою проти Карла Фремптона. Один із суддів дав нічию (114-114), але інші віддали перемогу Фремптону (116-112 і 117-111). Згідно зі статистикою CompuBox, Фремптон влучив 242 з 668 ударів (36%), в той час як Санта Крус 255 з 1002 ударів (25 відсотків). Після бою Фремптон сказав, що хоче захистити титул в своєму рідному місті і він не проти матч-реванша.

#### Санта Крус проти Карла Фремптона II
Матч-реванш був підтверджений між Санта Крусом і Фремптоном в жовтні. Спочатку місцем проведення бою пропонували рідне місто Фремптона — Белфаст, але в результаті вирішили провести його на MGM Grand в Лас-Вегасі. 28 січня 2017 Санта Крус повернув свій титул рішенням більшості (114-114, 115-113, 115-113). Санта Крус і Фремптон відразу висловили зацікавленість в третьому поєдинку, можливо в рідному місті Фремптона в Белфасті.

### Друга напівлегка вага

#### Санта Крус проти Флореса
23 листопада 2019 року в Лас-Вегасі Лео Санта Крус дебютував у новій для себе другій напівлегкій вазі в бою проти Мігеля Флореса за вакантний титул "суперчемпіона" світу за версією WBA.
З самого початку поєдинку Крус зайняв центр рингу, підтискаючи Флореса. Бій, повний численних клінчів, був не дуже видовищним, пройшов усі 12 раундів і закінчився перемогою Санта Круса одностайним рішенням суддів — 115-112 і двічі 117-110. Лео став чемпіоном у четвертій ваговій категорії.

#### Санта-Крус проти Девіса
31 жовтня 2020 року відбувся бій між чемпіоном WBA (Super) у другій напівлегкій вазі Санта-Крусом і «звичайним» чемпіоном WBA у легкій вазі Джервонтою Девісом. Незважаючи на те, що бій проходив в межах другої напівлегкої категорії і Санта-Крус жодного поєдинку не провів в легкій вазі, боксери змагалися за обидва титули і в разі успіху Санта-Крус був би чемпіоном в п'яти вагових категоріях. Але мексиканець бій програв. В шостому раунді Девіс завдав нищівного аперкоту, надіславши Санта-Круса в важкий нокаут. Нокаут у цьому поєдинку був визнаний нокаутом 2020 року за версією журналу «Ринг».
Втративши титул чемпіона WBA у другій напівлегкій вазі, Лео Санта-Крус зберігав за собою титул чемпіона WBA (super) у напівлегкій вазі. Влітку 2022 року Світова боксерська асоціація вимагала від нього провести поєдинок проти чемпіона WBA World Лі Вуда (Велика Британія) для визначення єдиного чемпіона у напівлегкій вазі, але 12 грудня Санта-Крус відмовився від свого титулу.